# Mano (reka)
Mano je zahodnoafriška reka, ki izvira v Gvineji, nato pa tvori del liberijsko-sierraleonske meje.
Področje, kjer teče reka, je bogato z diamanti, tako da so se na tem področju odvijali številni oboroženi konflikti (sierraleonska državljanska vojna, liberijska državljanska vojna,...)
Države, ki si lastijo to reko, tvorijo t. i. Zvezo reke Mano, ki skrbi za carinsko in gospodarsko sodelovanje med njimi.